# Università degli Studi della Campania Luigi Vanvitelli
L'Università degli Studi della Campania Luigi Vanvitelli (in acronimo Unicampania, Seconda Università degli Studi di Napoli o SUN fino al 22 novembre 2016) è un'università statale italiana istituita nel 1990. La sede legale è ubicata nella città di Caserta, ma vi sono sedi didattiche tra le province di Avellino e Caserta oltreché nella città metropolitana di Napoli.

## Storia
La sua costituzione venne prevista dal DPCM del 12 maggio 1989 che ne programmava l'istituzione nell'ambito del piano di sviluppo quadriennale delle università 1986-1990 per scorporo della facoltà universitaria di medicina e chirurgia dell'Università degli Studi di Napoli Federico II. L'istituzione formale venne sancita dalla legge 7 agosto 1990, n. 245 - come Seconda Università degli Studi di Napoli - demandando alla decretazione ministeriale la costituzione delle facoltà e l'attivazione dei relativi corsi di laurea. In attuazione vennero emanati il D.M. 25 marzo 1991 e il successivo D.P.R. 28 ottobre 1991, che istituiva le facoltà di scienze matematiche, fisiche e naturali e di lettere e filosofia nell'ambito dell'attuazione del piano di sviluppo triennale delle università 1991-1993. Il D.P.R. 27 aprile 1992 ne decretò infine l'ubicazione ufficiale delle strutture, nonché ne individuò la sede legale nella città di Caserta.
Durante gli anni 1990 si ebbe un progressivo aumento delle attività, del numero degli iscritti, oltre che a quello del personale docente e amministrativo e nel 1995 furono poste le premesse, con apposito protocollo d'intesa, per la costruzione di un nuovo policlinico universitario nella città di Caserta, destinato a sostituire l'azienda ospedaliera universitaria "Luigi Vanvitelli", i cui lavori di costruzione iniziarono nel 2003. Nel 2005, nell'ambito di una collaborazione dell'ateneo nell'ambito del Consorzio interuniversitario INNOVA, venne costituito il laboratorio Circe, situato nel territorio del comune di San Nicola la Strada ove si studia il nucleo degli astri e si effettuano datazioni di reperti archeologici. Nel 2009, nel corso della manifestazione Giornate Scientifiche dell'Ateneo, venne poi inaugurato un nuovo aulario in Santa Maria Capua Vetere, sito in via Raffaele Perla, comprensivo di 15 aule, un laboratorio multimediale, un parcheggio per auto capace di ospitare in tutto 2.500 studenti.
Intanto, i lavori per la costruzione del policlinico di Caserta, che avrebbero dovuto essere completati nel 2015, si fermarono dopo la rinuncia dell'ultima ditta alla quale venne affidato l'incarico. Nel marzo dello stesso anno il Senato accademico deliberò il cambio del nome, avviando una procedura il cui iter si concluse l'8 novembre 2016. I lavori per la costruzione del policlinico ripresero nel 2023 con il subentro di "Società Italiana per le Condotte d'Acqua" dopo l'acquisizione di quest'ultima da parte di Tiberiade Holding. 

### Il dibattito sul cambio di denominazione
A partire dagli anni 2000 si è cominciato a discutere il cambio di denominazione dell'ateneo; nel 2010 una delibera del consiglio regionale della Campania si espresse a favore della denominazione "Università di Caserta – Terra di Lavoro" e durante l'inaugurazione dell'anno accademico 2014/2015 il rettore Giuseppe Paolisso, eletto nel 2014, annunciò la valutazione di tre ipotesi; ovvero "Università di Caserta", "Università Luigi Vanvitelli", "Università della Campania – Luigi Vanvitelli". Nel 2015, nonostante una delibera del comune di Caserta e di alcune interrogazioni parlamentari effettuate al governo Renzi, il 31 marzo il senato accademico si espresse per la denominazione "Università della Campania – Luigi Vanvitelli", annunciando l'avvio della procedura - che prevede l'approvazione del MIUR - ed anche l'indizione di un concorso internazionale per la scelta di un nuovo logo dell'ateneo, con costi di rebranding non inferiori a 65.000 euro.
La procedura si è conclusa con l'approvazione, da parte del Ministero dell'Istruzione, dell'Università e della Ricerca, del nuovo statuto, l'8 novembre 2016, che ha previsto il cambio di denominazione come approvato dal senato accademico il 31 marzo 2015. La nuova denominazione, in vigore dal 23 novembre 2016, è stata scelta in onore del famoso architetto Luigi Vanvitelli, tra le cui opere si annovera la Reggia di Caserta. L'indicazione geografica "Campania" è una scelta dovuta al fatto che i dipartimenti universitari sono collocati in diverse città della regione, afferenti alla città metropolitana di Napoli e alle province di Caserta e Avellino.

## Assetto territoriale e organizzazione

### Le strutture didattiche
Le sedi sono dislocate sul territorio della regione: nella città metropolitana di Napoli, in provincia di Caserta e in provincia di Avellino, quasi tutte in strutture di interesse storico e culturale. L'ateneo ha due sedi di rettorato, una a Napoli in via Santa Maria di Costantinopoli, nei pressi dell'Azienda Ospedaliera Universitaria "Luigi Vanvitelli" mentre l'ufficio di Caserta costituisce sede legale. 
A Napoli si trovano i dipartimenti dell'area medica, l'Azienda Ospedaliera Universitaria "Luigi Vanvitelli", il "Museo Universitario delle Scienze e delle Arti" (MUSA) e alcuni centri di servizio dell'ateneo, ubicati principalmente all'interno e nelle immediate vicinanze del centro storico di Napoli. Sono inoltre attivi un comitato per lo sport universitario e un coro polifonico.
In seguito alla riorganizzazione ai sensi della legge 30 dicembre 2010, n. 240, l'università si articola in sedici dipartimenti universitari, due scuole d'ateneo, circa sessanta scuole di specializzazione mediche e una scuola di specializzazione per le professioni legali. I dipartimenti sono:
- Architettura e disegno industriale ‒ Aversa
- Donna, del bambino e di chirurgia generale e specialistica ‒ Napoli
- Economia ‒ Capua
- Giurisprudenza ‒ Santa Maria Capua Vetere
- Ingegneria ‒ Aversa
- Lettere e beni culturali ‒ Santa Maria Capua Vetere
- Matematica e Fisica ‒ Caserta
- Medicina di precisione ‒ Napoli
- Medicina sperimentale ‒ Napoli
- Psicologia ‒ Caserta
- Salute mentale e fisica e medicina preventiva ‒ Napoli
- Scienze mediche traslazionali ‒  Napoli
- Scienze mediche e chirurgiche avanzate ‒ Napoli
- Scienze politiche ‒ Caserta
- Scienze e tecnologie ambientali, biologiche e farmaceutiche ‒ Caserta
- Multidisciplinare di specialità medico-chirurgiche e odontoiatriche ‒ Napoli

### I centri di ricerca
Le attività di ricerca si svolgono all'interno di diverse strutture, caratterizzate da modalità operative e finalità specifiche. Tra queste, i dipartimenti rappresentano le unità organizzative che hanno il compito di promuovere e coordinare le attività di ricerca. Parallelamente, i centri di ricerca si concentrano su progetti che richiedono la collaborazione tra competenze appartenenti a più dipartimenti di ricerca o, in alcuni casi, a più università. Essi sono: 
- CIRLaM Centre for Interdisciplinary Research in Language and Medicine
- CRECS Centro di ricerca in economia cognitiva e sperimentale
- COSME Centro di ricerca osservatorio sul Mezzogiorno d’Europa
- Centro di riferimento regionale per i pazienti affetti da cheilognatopalatoschisi e malformazioni oro-maxillo-facciali
- C.I.R.N. Centro interuniversitario di ricerca per le neuroscienze
- C.I.R.T.I.B.S. Centro interuniversitario di ricerca sulle tecnologie innovative per beni strumentali
- OEPO Osservatorio su Enti Religiosi, Patrimonio Ecclesiastico e Organizzazioni non Profit

L'Ateneo collabora con enti di ricerca pubblici e privati, sia a livello nazionale che internazionale, tra cui Biogem, un centro scientifico specializzato in genetica molecolare e biotecnologie.

### I centri di servizio
I Centri di Servizio supportano e ottimizzano le attività accademiche, di ricerca e amministrative.
- Sistema Bibliotecario di Ateneo (SBA): Il Sistema Bibliotecario di Ateneo coordina tutte le biblioteche dell'Università degli Studi della Campania Luigi Vanvitelli. Si occupa di offrire supporto alla didattica e alla ricerca, gestendo un ampio patrimonio di libri, periodici e risorse elettroniche. Fornisce anche servizi di consulenza, formazione e accesso a cataloghi online, contribuendo alla creazione di un ambiente di studio e ricerca stimolante per studenti e docenti.
- Museo delle Scienze e delle Arti (MUSA): Il MUSA è il centro culturale e scientifico che raccoglie e gestisce le collezioni museali dell'Ateneo. Il museo ha come missione la promozione e valorizzazione del patrimonio scientifico e artistico attraverso mostre, eventi culturali e attività educative. Il centro contribuisce alla divulgazione della cultura scientifica e all’interazione con il pubblico, cercando di sensibilizzare la comunità accademica e il territorio verso l'importanza della ricerca nelle scienze e nelle arti.
- Centro Reti, Sistemi e Servizi Informatici (CRESSI): Il CRESSI è il centro che gestisce tutte le infrastrutture informatiche e le reti dell'Università. Si occupa di garantire la disponibilità, la sicurezza e l'affidabilità dei sistemi informatici, supportando le attività amministrative, didattiche e di ricerca. Il centro fornisce assistenza tecnica, gestisce le piattaforme di e-learning e assicura il corretto funzionamento delle risorse digitali a disposizione di studenti, docenti e staff amministrativo.
- Centro di Servizio di Ateneo per la Ricerca: Questo centro è dedicato al supporto delle attività di ricerca scientifica nell'Università. Sostiene i ricercatori, i dottorandi e gli assegnisti di ricerca in tutte le fasi del processo, dalla progettazione alla realizzazione dei progetti di ricerca. Il centro offre anche servizi di formazione, consulenza e gestione delle risorse per la ricerca, facilitando l'accesso ai finanziamenti e la collaborazione con enti e istituzioni scientifiche.
- Centro di Servizio per la Comunicazione (CSC): Il Centro di Servizio per la Comunicazione gestisce l'immagine istituzionale dell'Università, curando la comunicazione interna ed esterna. Si occupa della promozione delle attività accademiche, scientifiche e culturali attraverso diversi canali, inclusi i social media, il sito web e gli eventi pubblici. Il centro si occupa anche delle relazioni con i media e della gestione della comunicazione in ambito di emergenze o eventi straordinari, garantendo una corretta diffusione delle informazioni verso l'opinione pubblica.[28][29]

### Il sistema bibliotecario
Le biblioteche dell'Università degli Studi della Campania Luigi Vanvitelli sono organizzate nel Sistema Bibliotecario d'Ateneo e raggruppate per area disciplinare. Le biblioteche sono distribuite in modo capillare su tutto il territorio campano.
- Biblioteca dei Dipartimenti dell'Area Medica
- Biblioteca del Dipartimento di Architettura e Disegno Industriale
- Biblioteca del Dipartimento di Economia
- Biblioteca del Dipartimento di Ingegneria
- Biblioteca del Dipartimento di Giurisprudenza
- Biblioteca del Dipartimento di Lettere e Beni Culturali
- Biblioteca del Dipartimento di Matematica e Fisica
- Biblioteca del Dipartimento di Psicologia
- Biblioteca del Dipartimento di Scienze e Tecnologie Alimentari, Biologiche e Farmaceutiche
- Biblioteca del dipartimento di Scienze Politiche

L'Università offre, inoltre, una vasta gamma di risorse digitali attraverso il suo Sistema Bibliotecario di Ateneo. Gli utenti possono accedere a cataloghi online, banche dati in abbonamento e ad accesso libero, nonché a risorse internet suddivise per aree disciplinari
Il Centro di servizio del Sistema Bibliotecario di Ateneo, con sede a Napoli, gestisce e coordina le attività legate ai servizi bibliotecari dell'Università, con un focus specifico sulla standardizzazione catalografica e bibliografica, la digitalizzazione dei servizi, la gestione della documentazione e la diffusione delle informazioni. Inoltre, offre supporto agli utenti per consentire un utilizzo ottimale delle risorse bibliografiche e documentali disponibili nell'Ateneo.

### Il "Museo Universitario delle Scienze e delle Arti" (MUSA)
ll MUSA (Museo Universitario delle Scienze e delle Arti) è una struttura istituita dall’Ateneo con l’obiettivo di riconfigurare le proprie istituzioni culturali e scientifiche, rappresentando un innovativo strumento di comunicazione e valorizzazione del patrimonio storico. Si confronta costantemente con esperienze museali nazionali e internazionali consentendo la sperimentazione di nuove forme di gestione museale, ponendo particolare attenzione al dialogo con le realtà culturali e scientifiche locali. Tra le principali finalità del MUSA rientrano la conservazione del patrimonio museale dell’Ateneo, anche tramite interventi di restauro e manutenzione e la promozione dell’accesso a tale patrimonio, sia per la comunità accademica che per il pubblico esterno.
Attraverso questa visione, il MUSA si propone come un centro di eccellenza per la conservazione, valorizzazione e fruizione del patrimonio museale, promuovendo un’interazione continua tra il sapere accademico, le innovazioni tecnologiche e il tessuto culturale del territorio.
Si compone di diverse sezioni:

#### Anatomia
Il Museo di anatomia umana si trova a Napoli presso l’Istituto di Anatomia Umana nei chiostri di Santa Patrizia. Considerato uno dei musei di anatomia più importanti a livello internazionale, conserva reperti di straordinario valore storico e scientifico, tra cui un omero preparato dal celebre anatomista fiammingo Andrea Vesalio nel XVI secolo. Fondato tra la fine del XVIII e l'inizio del XIX secolo con finalità didattiche, il museo si è arricchito nel tempo anche grazie alle teorie evoluzionistiche di Charles Darwin, che ne hanno influenzato l’espansione delle collezioni. Il museo custodisce reperti unici suddivisi in due sezioni principali. La sezione di anatomia normale comprende una vasta raccolta di organi, con preparati in cera realizzati da Francesco Citarelli e una collezione di organi interni, molti dei quali essiccati. La sezione di anatomia patologica presenta una collezione di feti malformati, teste ciclopiche e vari reperti conservati in formalina o alcool, offrendo una visione suggestiva di anomalie anatomiche studiate per scopi scientifici. Tra le collezioni più particolari vi è la Collezione dei Crani della Vicaria, composta da quattro crani appartenenti a condannati giustiziati nel 1800 presso il Tribunale della Vicaria. I crani, ancora oggi, mostrano i segni degli studi frenologici condotti all’epoca.
Il complesso museale trae origine dal nucleo più antico della collezione, istituito nel XVII secolo da Marco Aurelio Severino, anatomista e chirurgo, presso l’Ospedale San Giacomo Apostolo, poi demolito nel 1741 per costruire Palazzo San Giacomo, attuale sede del Comune di Napoli. Nella seconda metà del Settecento, Domenico Cotugno, eminente anatomista, acquisì e integrò alla collezione preparati in cera rappresentanti il corpo umano, oltre a numerosi reperti anatomici. Nella prima metà dell’Ottocento, Antonio Nanùla contribuì in modo significativo allo sviluppo del Gabinetto Anatomico dell’Università, donando la sua ricca collezione privata e commissionando modelli in cera allo scultore Francesco Saverio Citarelli.
Nel 1901, il rettore Giovanni Antonelli trasferì il Gabinetto Anatomico dall’ex Casa del Salvatore, dove erano collocati i principali musei scientifici napoletani, all’ex Convento di Santa Patrizia, che divenne la sede del rinnovato Istituto di Anatomia. Qui si realizzò un’esposizione più organica e ordinata grazie agli spazi ampi e a eleganti teche in legno. Tuttavia, gli eventi bellici della Seconda Guerra Mondiale e il terremoto del 1980 causarono gravi danni al museo, interrompendone le attività. Nel 1985, le autorità accademiche avviarono un importante progetto di recupero, con interventi strutturali e un’operazione di riordino che portò alla riscoperta di collezioni dimenticate e all’inventario di circa 3.000 reperti di enorme valore storico, scientifico e didattico. Nel 2016, grazie a nuovi interventi di restauro, il museo è stato ulteriormente valorizzato, riaffermando il suo ruolo di riferimento per la ricerca e la divulgazione scientifica.

#### Farmacologia
La Sezione di Farmacologia ha origine nel 1862 con la fondazione del gabinetto di materia medica da parte di Francesco Briganti. La collezione documenta lo sviluppo della ricerca scientifica, con particolare attenzione alla farmacologia, attraverso una vasta raccolta di reperti, apparecchiature storiche e testi antichi. L’esposizione dei materiali conservati consente di ripercorrere l’evoluzione della farmacologia dalle sue origini fino all’epoca contemporanea. Tra i reperti più significativi vi è una raccolta di droghe vegetali, animali e minerali, risalenti ai secoli scorsi e catalogate alfabeticamente, dall’aconito napello allo zenzero. Accanto alle droghe, la collezione include numerosi campioni di specialità medicinali prodotte tra l’Ottocento e il Novecento, conservate nelle loro confezioni originali. 
La Sezione di Farmacologia dispone anche di una delle più antiche biblioteche della Facoltà di Medicina e Chirurgia, che conserva raccolte complete di riviste scientifiche risalenti fino al secolo scorso. Il patrimonio librario comprende volumi stampati tra il Cinquecento e i primi decenni del Novecento, tra cui alcuni testi di particolare pregio. Tra questi spiccano un’edizione del Canone di Avicenna stampata a Venezia nel 1582 e diversi volumi seicenteschi dedicati all’arte dei Semplici e ai ricettari, come le opere di Auda da Lantosca (Roma, 1660), Johannes Schroderus (Ulma, 1644) e Timoteo Rosselli (Venezia, 1644). Particolarmente ricca è la sezione settecentesca, che include un’edizione patavina dell'Opera Omnia di Thomas Sydenham.

#### Stomatologia
Nella sezione di Stomatologia troviamo la collezione De re dentaria apud veteres, un'esposizione dedicata alla storia dell'odontoiatria, con l'obiettivo di ricostruire le origini e lo sviluppo di questa disciplina nel corso del tempo. Il progetto è orientato alla ricerca storica e alla riflessione da parte di studiosi di stomatologia, documentando l'evoluzione delle conoscenze e delle pratiche odontoiatriche. La collezione comprende una vasta gamma di materiali di interesse storico e scientifico, tra cui documenti risalenti principalmente alla fine del XIX e all'inizio del XX secolo, strumenti odontoiatrici in uso nei primi decenni del Novecento e apparecchiature odontotecniche della prima metà del XX secolo. Oltre agli strumenti medici, sono presenti reperti fossili, tra cui denti di animali domesticati risalenti al periodo pre-protostorico, che offrono spunti di studio sull'evoluzione della dentatura e delle pratiche odontoiatriche nelle civiltà antiche.

#### Bibliografica
La sezione Bibliografica si compone dei volumi collezionati in seno al Ateneo e si compone principalmente di due fondi, quello del Museo Anatomico e quello del Museo di Farmacologia.
Il fondo librario del Museo Anatomico, situato nel complesso storico di S. Patrizia, comprende circa 680 volumi, di cui 140 antichi, provenienti dagli ex Istituti e Dipartimenti della Facoltà di Medicina e Chirurgia. Tra le opere moderne vi sono raccolte di riviste tedesche di anatomia della fine dell’Ottocento, atlanti anatomici, dizionari medici e manuali di importanti studiosi del primo Novecento. Tra le pubblicazioni più antiche spiccano cinquecentine delle opere complete di Galeno e Ippocrate, oltre a settecentine contenenti testi di Andrea Vesalio e Frederik Ruysch. Quest’ultimo, anatomista e botanico olandese, è noto per le sue tavole calcografiche di grande valore artistico e scientifico. Il volume più rappresentativo della collezione è Anatomiae Universae Icones di Paolo Mascagni, pubblicato a Pisa nel 1823. Si tratta di un atlante anatomico di grandi dimensioni (100×72 cm), composto da 44 tavole calcografiche a colori e 44 in bianco e nero, che raffigurano il corpo umano a grandezza naturale. A causa della rarità e della fragilità dell’opera, nel 2017 è stata realizzata una digitalizzazione del volume, permettendone la consultazione interattiva tramite touchscreen all’interno del Museo Anatomico.
Il Museo della Sezione di Farmacologia, situato nel complesso di S. Andrea delle Dame, conserva un fondo librario di circa 200 volumi, databili dalla fine del Cinquecento agli inizi del Novecento. Tra le opere più rilevanti vi è un’edizione veneziana del 1582 del Liber Canonis Medicinae di Avicenna, oltre a testi seicenteschi sull’arte dei Semplici e sui ricettari, tra cui quelli di Auda da Lantosca (Roma, 1660), Johannes Schöderus (Ulma, 1644) e Timoteo Rosselli (Venezia, 1644). Il fondo settecentesco include raccolte di formulari, commenti agli scritti di Ippocrate e testi di istituzioni di medicina, tra cui un’edizione padovana dell'Opera Omnia di Thomas Sydenham. L’Ottocento è rappresentato da farmacopee nazionali ed europee, trattati di fisiologia, chirurgia, chimica farmaceutica e microbiologia, oltre ai primi studi italiani basati sulla concezione positivista e sperimentale della scienza. Il fondo novecentesco raccoglie numerosi testi che completano la collezione di apparecchiature del museo.

#### Artistica
La Collezione d'Arte Contemporanea del MUSA nasce dal progetto Le Aule dell’Arte, avviato dal Dipartimento di Lettere e Beni Culturali dell'Università Vanvitelli. Promosso dagli insegnamenti di Storia dell’arte contemporanea e Museologia, il progetto mira a creare un dialogo tra arte contemporanea e spazi universitari, in collaborazione con enti e istituzioni culturali del territorio. La collezione comprende un nucleo di opere collocate nella sede del Dipartimento di Lettere e Beni Culturali, testimonianza delle attività di ricerca e didattica svolte nel campo dell'arte pubblica.

## Poli universitari

### Aversa

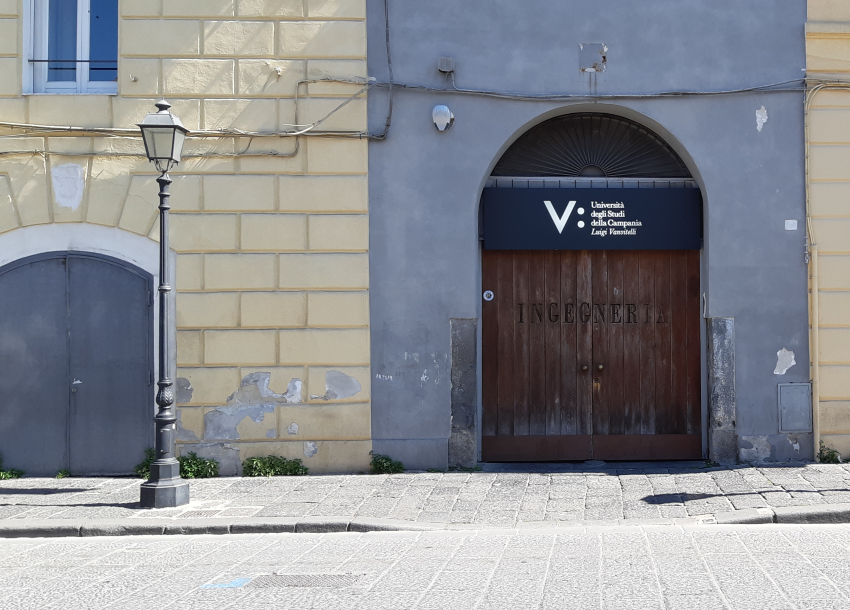
Ingresso del complesso della Real Casa dell'Annunziata, sede del dipartimento di ingegneria situato nella città di Aversa.

Nella città di Aversa ha sede il dipartimento di ingegneria nel complesso della Real casa dell'Annunziata di Aversa, edificato intorno agli inizi del XIV secolo. Il plesso rientrava tra quelle istituzioni religiose con fini assistenziali promosse dagli Angioini anche per il controllo del territorio. L'aula della ex facoltà si trova nella stessa città ed è sito in via Michelangelo Buonarroti.
Il dipartimento di architettura e disegno industriale "Luigi Vanvitelli" ha invece sede nella chiesa di San Lorenzo ad septimum in Aversa, che sorge in una località che già in epoca antica rivestiva caratteri di grande interesse, sulla antica via Campana ad septimum, cioè al settimo miglio della città di Capua. Il complesso monumentale comprende l'omonima chiesa ed è costruito intorno al chiostro.

### Capua
ll complesso che ospita il Dipartimento di Economia si trova a Capua, lungo il Corso Gran Priorato di Malta. Originariamente nato come monastero, noto come Convento delle Dame Monache, l’edificio risale con tutta probabilità al IX-X secolo, in seguito alla distruzione del monastero di Santa Maria in Cingla ad Alife da parte dei Saraceni nel 943. Il monastero fu costruito sull’antica via Silicis, una strada lastricata oggi identificata con il Corso Gran Priorato di Malta. Nel corso dei secoli, il complesso ha subito diverse modifiche e ampliamenti. Tra il XVI e il XVII secolo, fu trasformato in un monastero di clausura attraverso interventi guidati dall’architetto Benvenuto Tortelli, noto per il suo lavoro su edifici religiosi come la basilica di San Domenico Maggiore e la chiesa di Santa Maria Donnaregina Vecchia a Napoli. Durante questo periodo furono installate grate alle finestre e la chiesa venne ristrutturata in stile barocco. Con il Regio Decreto del 17 settembre 1812, il monastero fu acquisito dallo Stato e destinato a uso militare, assumendo il nome di Caserma "Ettore Fieramosca". La struttura mantenne questa funzione fino agli anni Settanta del Novecento.
Successivamente, il complesso è stato restaurato tra il 2000 e il 2007. Oggi, con una superficie coperta di circa 11.600 metri quadrati, ospita tutte le attività accademiche e amministrative del Dipartimento di Economia.

### Caserta
Il capoluogo di provincia ospita diversi uffici amministrativi e quattro dipartimenti: Il dipartimento di Psicologia che ha sostituito la vecchia facoltà creata nel 2001, per scorporo dalla facoltà di lettere e filosofia, il dipartimento di scienze e tecnologie ambientali biologiche e farmaceutiche ed il dipartimento di matematica e fisica che hanno anch'essi sostituito le precedenti facoltà e situati come le stesse nel polo scientifico cittadino, sito in viale Lincoln.

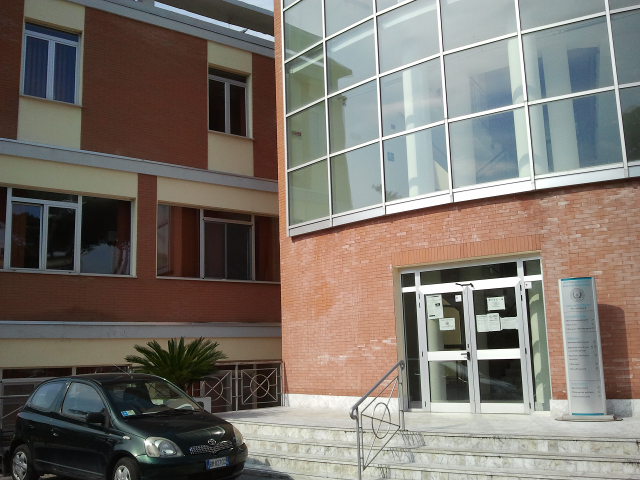
Particolare del polo scientifico di Caserta.

Il dipartimento di scienze politiche "Jean Monnet", operativo anno accademico 2011-2012 è invece collocati presso il complesso di viale Ellittico, presso uno stabile in precedenza di proprietà di Poste Italiane, ed acquistato dall'università nel 2006. Quest'ultimo ha rimpiazzato la precedente facoltà, che aveva originariamente sede nel complesso monumentale del Belvedere di San Leucio, sui monti Tifatini, un tempo comune e successivamente frazione di Caserta, la quale iniziò l'attività didattica nell'anno accademico 2006-2007 con il corso di laurea in scienze politiche. Infine, presso il centro direzionale cittadino – in località San Benedetto – è ospitata la sede di Caserta del corso di laurea magistrale in medicina e chirurgia che si avvale di una convenzione con l'ospedale di Caserta e altre strutture napoletane.

### Napoli

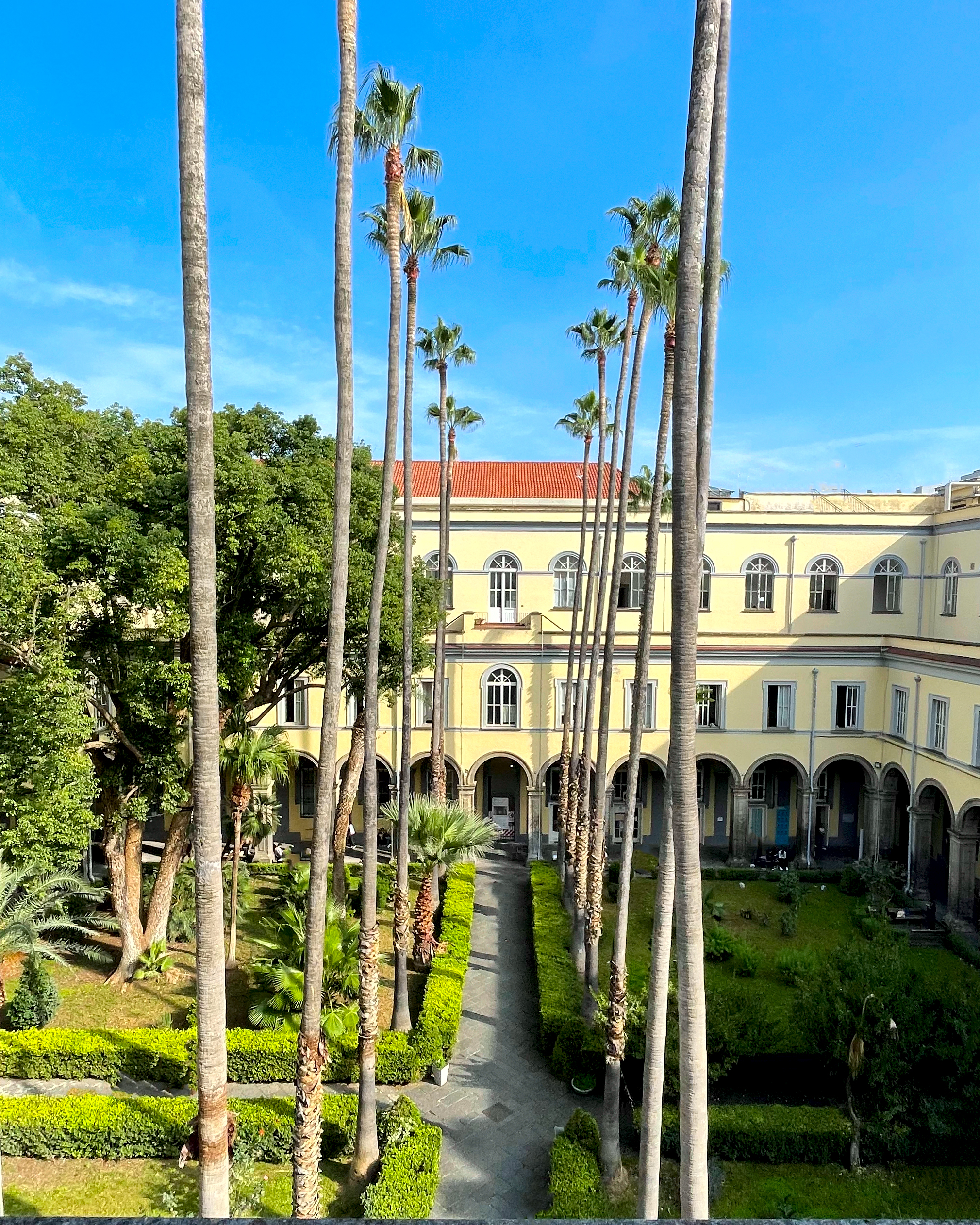
Interno del chiostro del Complesso di Sant'Andrea delle Dame.

Nel capoluogo regionale si trova l'azienda ospedaliera universitaria "Luigi Vanvitelli", la Scuola di Medicina e Chirurgia, altri uffici amministrativi e gli otto dipartimenti delle discipline mediche. Le attività formative del corso di laurea in medicina e chirurgia si svolgono presso le seguenti strutture localizzate, in gran parte, nel pieno centro storico di Napoli. 
- Azienda Ospedaliera Universitaria "Luigi Vanvitelli": complesso di inizio '900 situato sopra i resti dell'antica Neapolis, sede della Prima facoltà di medicina e chirurgia dell'allora Seconda Università degli Studi di Napoli, oggi divenuta Università degli Studi della Campania Luigi Vanvitelli. Attualmente il Primo Policlinico ospita diversi locali dell'AOU Vanvitelli ed è uno dei poli di formazione per i giovani medici dell'omonima università.
- Complesso di Sant'Andrea delle Dame: chiostro barocco edificato nel '500, adiacente al Primo Policlinico. Comprende l'omonima chiesa, nonché diversi affreschi seicenteschi di Bellisario Corenzio e Giacinto Diano, un altare intarsiato di madreperla del Lazzari, statue di Pietro Ghetti e pavimento maiolicato del Giustiniani. Ad oggi ospita diverse aule per la didattica e lo studio, oltre alla biblioteca di area medica dell'Università.
- Complesso di Santa Patrizia: edificato nel XIII secolo nei pressi del Primo Policlinico. È composta dal chiostro maggiore, dal Chiostro minore e dall'omonima chiesa. È sede del museo di anatomia umana, dovuto alla conservazione di preparati di Andrea Vesalio e Francesco Citarelli.[41] Oltre a conservare affreschi di Luigi Rodriguez, vi è un monumento in ricordo di Giovanni Antonelli, già rettore dell'Università degli Studi di Napoli Federico II e un'epigrafe in marmo riportante "Hic mors gaudet succurrere vitae" ("Qui la morte gode nel dare soccorso alla vita"), pronunciata da Luciano Armanni ed esposta oggi in molte sale autoptiche.[42]
- Ospedali dei Colli: azienda ospedaliera di rilievo nazionale comprendente l'ospedale Monaldi, il Cotugno e il CTO. Qui ha sede il Dipartimento di Scienze Mediche Traslazionali ove vengono ospitati alcuni reparti dell'Azienda Ospedaliera, oltre a costituire un polo per la formazione teorica e pratica degli studenti afferenti alla Scuola.[43]

### Santa Maria Capua Vetere

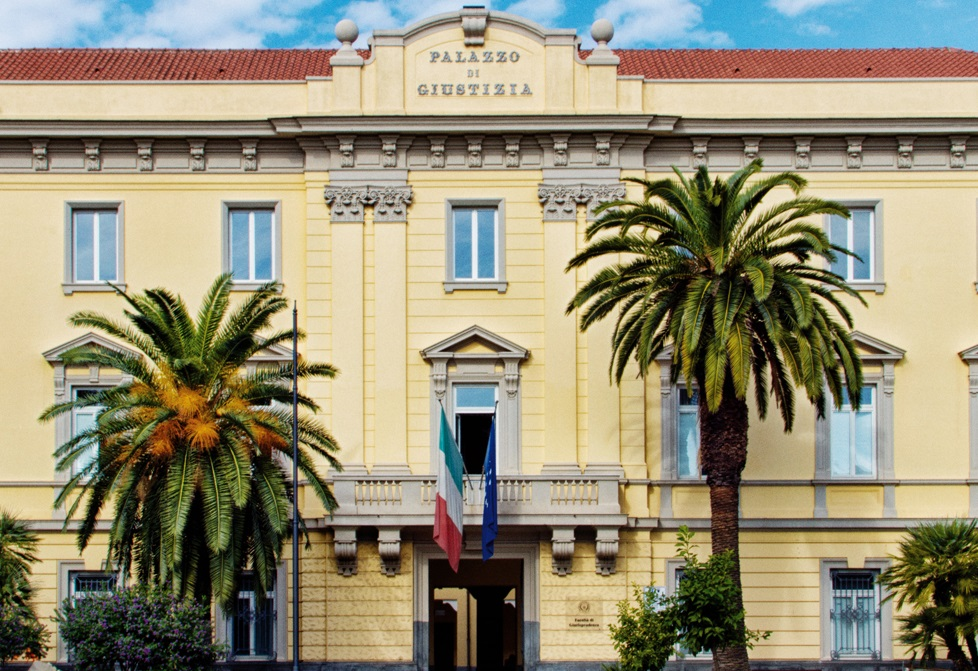
Vista frontale di palazzo Melzi, sede del dipartimento di giurisprudenza.

A Santa Maria Capua Vetere si trovano i dipartimenti di giurisprudenza e quello di lettere e beni culturali. Il dipartimento di giurisprudenza è ubicato presso palazzo Melzi unitamente alla scuola di specializzazione per le professioni legali, nel cuore del centro storico di Santa Maria Capua Vetere, accanto al Duomo di Santa Maria Maggiore. 
L'edificio ha una lunga storia che affonda le radici nel XVII secolo, quando fu costruito tra il 1627 e il 1630 come mensa vescovile voluta dai vescovi di Capua, Girolamo Costanzo e i suoi successori Camillo e Giovanni Antonio Melzi. Durante il XVIII secolo, il palazzo fu ampliato e abbellito, assumendo la sua fisionomia attuale. Nel 1809, a seguito della riorganizzazione del sistema giuridico durante il periodo napoleonico, il palazzo divenne sede del Tribunale di prima istanza e del Tribunale criminale della provincia di Terra di Lavoro. Per adattarsi a queste nuove funzioni, l'edificio subì significativi interventi di ristrutturazione, tra cui quelli diretti dagli architetti Giuseppe Sticco ed Eleuterio Abbatecola tra il 1898 e il 1904. Successivamente, nel 1928, venne costruita una nuova ala per la Corte d'Assise su progetto degli architetti Domenico Morelli e Giuseppe Parisi. Nel periodo in cui ospitava il Tribunale, il palazzo vide anche l'installazione di carceri provvisorie nei suoi locali sotterranei, prima della realizzazione del nuovo carcere borbonico nell'ex convento dei Paolotti di Santa Maria via Coeli. Con la dismissione del Tribunale e il trasferimento degli uffici giudiziari nella moderna sede di Piazza della Resistenza, il palazzo fu acquisito dall'Università. L'edificio è stato sottoposto a un accurato restauro che ha interessato sia le facciate esterne sia gli spazi interni, riportandoli all'aspetto tardo ottocentesco e adattandoli alle esigenze didattiche e di ricerca del Dipartimento di Giurisprudenza.
Il dipartimento di lettere e beni culturali si trovava – dal 1992 al 2014 – presso il monastero medievale dedicato a San Francesco da Paola a Santa Maria Capua Vetere. Quest'ultima struttura agli inizi del XVII secolo venne occupata dai frati minori dell'ordine di San Francesco da Paola e divenne un monastero, costruito su un antico criptoportico romano, fino a quando nel 1738 vi vennero alloggiati i soldati borbonici e dal 6 febbraio 1807 è stato trasformato in un carcere. Il dipartimento di lettere è situato presso l'aulario di via Perla, che serve anche quello di giurisprudenza.

## Sport
L'Università degli Studi della Campania Luigi Vanvitelli collabora con il CUS Caserta promuovendo eventi sportivi e attività per gli studenti, il personale accademico e i docenti. Le attività sportive universitarie si svolgono anche in collaborazione con il CUS Napoli.
La Scuderia Vanvitelli è il team ufficiale di Formula Student dell'Università degli Studi della Campania Luigi Vanvitelli. Il team si dedica alla progettazione, costruzione e competizione con monoposto da corsa. La Scuderia partecipa a competizioni internazionali come la Formula SAE. Il team è strutturato in diverse aree, tra cui meccanica, elettronica, aerodinamica e gestione.

## Rettori
- Domenico Mancino (1990-1998)[46][47]
- Antonio Grella (1998-2006)[48]
- Francesco Rossi (2006-2014)[49]
- Giuseppe Paolisso (2014-2020)[50]
- Gianfranco Nicoletti (2020-2026)[51]